# 緑が丘 (武蔵村山市)
緑が丘（みどりがおか）は、東京都武蔵村山市の町名。「丁目」の設定のない単独町名である。郵便番号は208-0012。

## 地理
武蔵村山市東部に位置し、町域全体がマンモス都営団地の村山団地となっている。北は東大和市芋窪、東は東大和市上北台、南は大南、西は学園と隣接している。1966年に竣工した都営村山団地は老朽化が進み、現在は建て替えが進んでいる。

## 歴史

### 地名の由来
村山団地の建設に際し、中藤から分離するにあたり、郵送による住民投票により選ばれた。

## 世帯数と人口
2018年（平成30年）1月1日現在の世帯数と人口は以下の通りである。
| 町丁   | 世帯数    | 人口    |
| ------ | --------- | ------- |
| 緑が丘 | 3,875世帯 | 7,169人 |

## 小・中学校の学区
市立小・中学校に通う場合、学区は以下の通りとなる
| 番地       | 小学校                 | 中学校                 |
| ---------- | ---------------------- | ---------------------- |
| 70〜97番地 | 武蔵村山市立雷塚小学校 | 武蔵村山市立第三中学校 |
| その他     | 武蔵村山市立第四小学校 | 武蔵村山市立第二中学校 |

## 交通
道路
- 東京都道5号新宿青梅線（新青梅街道）

## 施設
- 村山団地（都営村山アパート）
  - 武蔵村山市市役所緑が丘出張所
  - 武蔵村山市立第四小学校
  - 武蔵村山市立第二中学校
  - 東京多摩幼稚園
  - ムサシ保育園
  - 聖光緑が丘保育園
  - 村山団地内郵便局
  - 緑が丘ふれあいセンター
  - さいかち地区会館
  - 大南公園